# Val Tremola
La val Tremola è la valle formata dal fiume Foss, che ha origine sul passo del San Gottardo dai fiumi Sella e Ri della Valletta. La valle inizia sul versante ticinese del passo del San Gottardo e si conclude ad Airolo, dove la valle entra nella valle Leventina e nella val Bedretto.
In questa valle è stata costruita la vecchia strada della Tremola, che porta da Airolo fino al passo del San Gottardo. 